# سوتو ديل باركو
بلدية سوتو ديل باركو (بالإسبانية: Soto del Barco) هي بلدية تقع في منطقة أستورياس شمال غرب إسبانيا.

## الديموغرافيا
بلغ عدد سكان بلدية سوتو ديل باركو 4.075 نسمة عام 2011 (وفقاً للمعهد الوطني للإحصاء الإسباني).
| 4.450 | 4.433 | 4.178 | 4.162 | 4.085 | 4.052 | 4.075 |